# Херрин, Джудит
Джудит Херрин (англ. Judith Herrin, /ˈhɛrɪn/; род. 16 октября 1942) — британский историк-византинист, медиевист, археолог, антиковед, специалист по поздней античности. Доктор философии. Профессор исследований в области поздней античности и византинистики и старший научный сотрудник Константина Левентиса в Королевском колледже Лондона (эмерит). В 2016 году она получила историческую премию доктора А. Х. Хайнекена.

## Ранние годы
Херрин получила образование в школе Бедейлз, после чего изучала историю в Кембриджском университете и в 1972 году получила докторскую степень в Бирмингемском университете . Стажировалась в Париже, Афинах и Мюнхене.

## Карьера
Херрин работала археологом в Британской школе в Афинах и на территории мечети Календерхане в Стамбуле в качестве научного сотрудника Думбартон-Оукс. С 1991 по 1995 год она была профессором византийской истории Стэнли Дж. Сигера в Принстонском университете . В 1995 году она была назначена профессором поздних античных и византийских исследований в Королевском колледже Лондона (KCL) и возглавляла Центр эллинистических исследований в KCL. В 2008 году ушла с поста, став почетным профессором . В 2011 году она стала президентом Международного конгресса византинистов
С 1978 года член редколлегии Past & Present. Живет в Оксфорде.

## Оценки деятельности
В 2013 году Г. В. Бауэрсок сказал в статье New York Review of Books (NYRB), что «Формирование христианского мира» с момента ее публикации в 1987 году означало, что «многие историки внезапно обнаружили, что раннее средневековое христианство было гораздо более сложным, чем они когда-либо могли себе представить». Ее книга «Непревзойденное влияние: женщины и империя в Византии» с ее «сравнительным взглядом на Византию, европейский христианский мир и ислам» отражает выдающуюся работу над Византийской империей на протяжении всей ее жизни.
Византия: Удивительная жизнь средневековой империи (2007) также была хорошо принята академическими историками, пишущими в британской широкоформатной прессе. Норман Стоун прокомментировал в The Guardian: «Херрин превосходно работает на Равенне Юстиниана с необычными мозаиками, которые каким-то образом пережили вторую мировую войну (когда бомбардировки союзников могли быть безжалостными), и она очень хорошо разбирается в этом странном византийском (и русском) явлении, женщина у власти». Он заключил, что «Юдифь Херрин может проникнуть в сознание Византии, и она уделяет особое внимание художественной стороне. В целом, очень хорошая книга». В «Дейли телеграф» Ноэль Малкольм заявил: «В основном ее читателями будут люди, чьи уроки истории в школе заставили их думать в терминах ориентированной на Запад последовательности: „Рим — Темные века — Средневековье — Возрождение“. Их мозг нуждается в некоторой перекалибровке, если они хотят понять совершенно иную модель развития, имевшую место в „Риме Востока“; и это задача, которую Джудит Херрин теперь выполнила, ловко и с большим обучением, слегка потрепанная».

## Награды
- Duff Cooper Prize[англ.] (2020)
- Премия доктора А. Х. Хайнекен по истории (2016 г.) за новаторские исследования средневековых культур в средиземноморских цивилизациях и за установление решающего значения Византийской империи в истории.[8]
- Золотой Крест Ордена Почета за заслуги перед эллинизмом Президентом Греческой Республики (2002 г.)
- Медаль College de France (2000).
- Заместитель председателя редколлегии, прошлое и настоящее
- Член Совета управляющих Института Варбурга Лондонского университета (1995—2001 годы)
- Лондонский университет назначен губернатором Камденской школы для девочек (1995—2002 годы).
- Член Общества антикваров
- Член комитета Британской академии по просопографии Византийской империи.
- Член Британского комитета по объединению мраморов Парфенона.

## Избранная библиография
- Ravenna, its role in earlier medieval change and exchange, edited with Jinty Nelson[англ.], (Institute of Historical Research, London, 2016) ISBN 978 1 909646 14 8, E-ISBN 978 0 691 20197 9.
- Margins and Metropolis: Authority across the Byzantine Empire (Princeton University Press, 2013) ISBN 978-0-691-15301-8, E-ISBN 978-1-400-84522-4.  | На сайте изд-ва |  {Рец.: , , Anthony Kaldellis[англ.], } 
  - Unrivalled Influence: Women and Empire in Byzantium (Princeton University Press, 2013) ISBN 978-0-691-15321-6, E-ISBN 978-1-400-84521-7.
- Byzantium: The Surprising Life of a Medieval Empire (Allen Lane, the Penguin Press, London, 2007; Princeton University Press, Princeton, 2008) ISBN 978-0-691-13151-1, переведена на греческий, итальянский, японский, корейский, польский, испанский, шведский и турецкий. (2009-11), Princeton paperback ISBN 978-0-691-14369-9.
- Personification in the Greek World, ed’s Emma Stafford[англ.] and Judith Herrin (Ashgate: Aldershot 2005) ISBN 978-0-7546-5031-7.
- Porphyrogenita: Essays on the History and Literature of Byzantium and the Latin East in Honour of Julian Chrysostomides, eds J. Herrin, Ch. Dendrinos, E. Harvalia-Crook, J. Harris (Publications for the Centre of Hellenic Studies, King’s College London. Aldershot 2003). ISBN 978-0-7546-3696-0.
- Mosaic. Byzantine and Cypriot Studies in Honour of A.H.S. Megaw, eds. J. Herrin, M. Mullett, C. Otten-Froux (Supplementary Volume to the Annual of the British School at Athens, 2001) ISBN 0-904887-40-5.
- Women in Purple. Rulers of Medieval Byzantium (Weidenfeld and Nicolson, 2001, Princeton University Press, 2002) ISBN 978-1-84212-529-8. Переведена на испанский (2002), греческий (2003), чешский (2004), польский (2006).
- A Medieval Miscellany (Weidenfeld and Nicolson, 1999) ISBN 978-0-670-89377-5, переведена на нидерландский и испанский (2000).
- The Formation of Christendom (Princeton University Press and Basil Blackwell, 1987). Revised, illustrated paperback edition (Princeton University Press and Fontana, London, 1989), reissued by Phoenix Press, London, 2001, ISBN 978-1-84212-179-5.
- Constantinople in the Early Eighth Century: The Parastaseis Syntomoi Chronikai, Introduction, Translation and Commentary, edited with Averil Cameron. Columbia Studies in the Classical Tradition, vol. X (Leiden, E.J. Brill, 1984). ISBN 90-04-07010-9.
- Iconoclasm, edited with Anthony Bryer (Centre for Byzantine Studies, University of Birmingham, 1977). ISBN 0-7044-0226-2.

### Переводы на русский язык
- Византия : удивительная жизнь средневековой империи = Byzantium: The Surprising Life of a Medieval Empire. / [Пер. с англ. Л. А. Игоревского]. — М. : Центрполиграф, 2015. — 414, [1] с. : карт. — (Memorialis). — ISBN 978-5-227-06131-7